# Avenida Eldorado (Bogotá)
La Avenida Eldorado, también llamada Calle 26, Avenida Calle 26 o Avenida Jorge Eliécer Gaitán, es una importante vía de Bogotá, Colombia. Su construcción se inició en 1952 para conectar el centro de Bogotá, al oriente, con El Aeropuerto Internacional El Dorado, al occidente. Constituye junto con la Autopista Norte una de las avenidas más modernas de Bogotá. En ella se ubican algunos de los edificios de oficinas de grandes instituciones públicas y privadas de Colombia. Las calzadas están separadas por zonas verdes sembradas y jardines, adornados con grandes esculturas, albergando asimismo una sección de las ciclorrutas de Bogotá. En su sector occidental es la avenida más amplia de Bogotá.

## Historia
En 1946 se propuso ampliar la Calle 26 a 42 metros de ancho desde la avenida Caracas hasta la Ciudad Universitaria, para que allí empatara con la Avenida de las Américas.
La avenida actual se construyó entre 1952 y 1958, al tiempo con la construcción del Aeropuerto Internacional El Dorado, el cual se puso en servicio en 1959, para reemplazar al viejo Aeródromo de Techo, que estaba ubicado a un costado de la glorieta de Banderas, al final de la Avenida de las Américas.

## Trazado
Nace en las estribaciones del Cerro de Monserrate, en la carrera Tercera en el barrio Germania y desciende gradualmente hacia el occidente cruzando el centro de Bogotá.

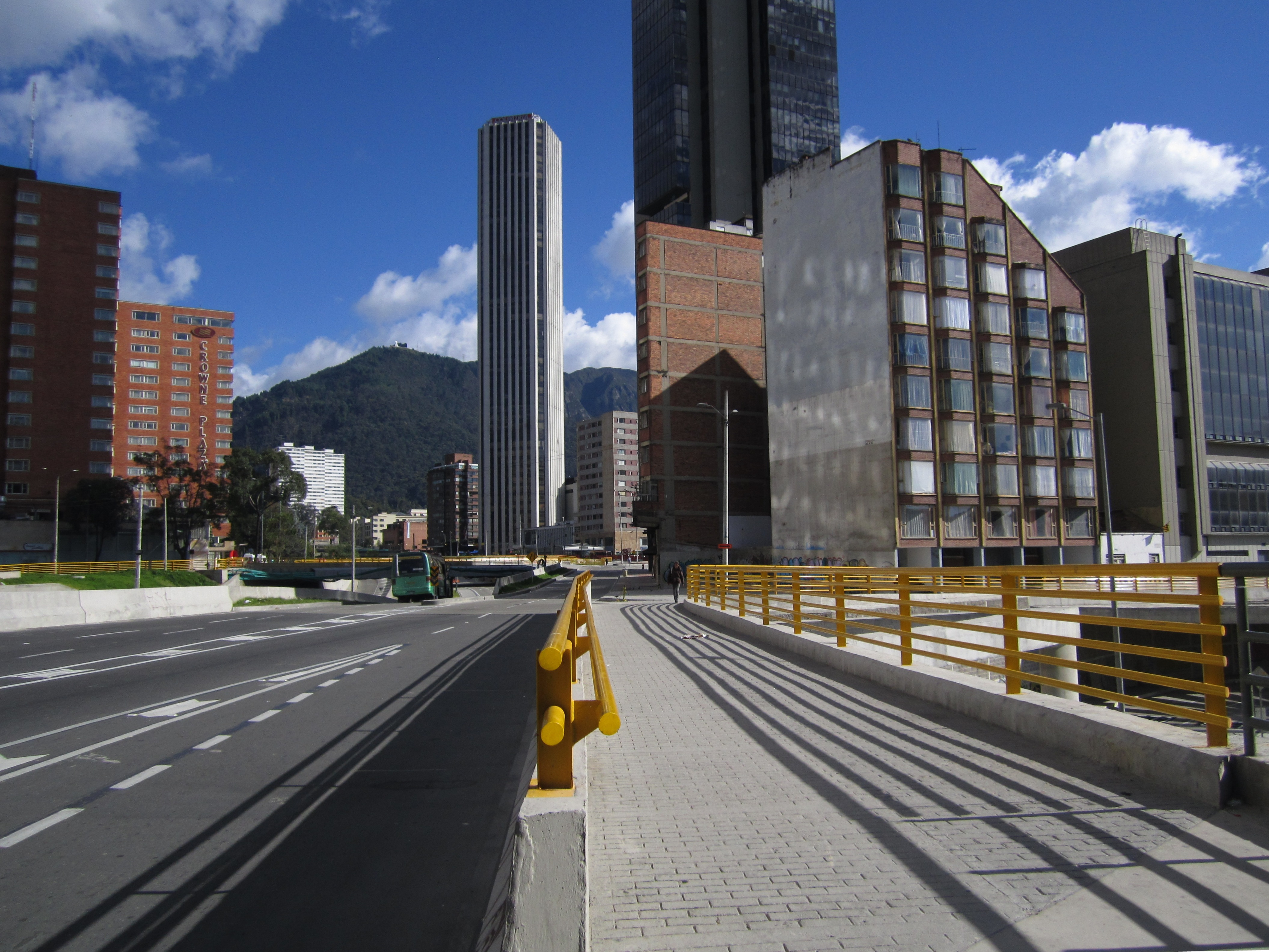
Avenida 26 hacia la avenida Caracas. Al fondo la torre Colpatria.

Es la más amplia de Bogotá, con cuatro calzadas anchas, dos de tres carriles rápidos y las dos restantes con dos carriles para tráfico lento y berma en la mayor parte de su recorrido. En el sector de Ciudad Salitre, la avenida cuenta con dos calzadas adicionales para tráfico local. 

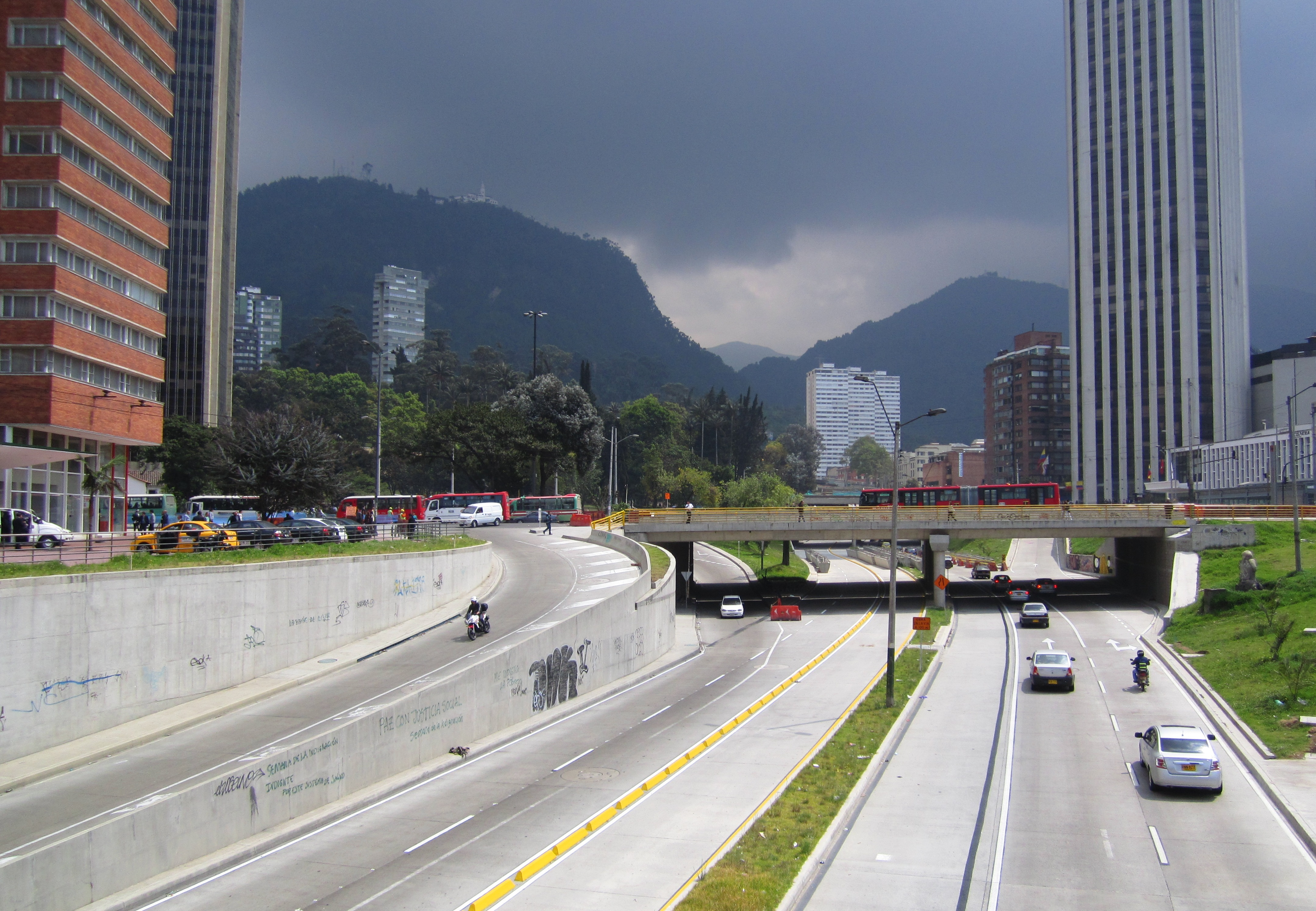
Avenida 26 con carrera Décima.

Desde la carrera cuarta, la avenida tiene un diseño de canal hundido por debajo del nivel del terreno hasta la carrera 16. A la altura de la carrera Séptima pasa por detrás de la Biblioteca Nacional y al lado de la Torre Colpatria, sobre la acera sur.

Sobre la acera opuesta (norte) están el Parque de la Independencia, 50 metros al occidente la iglesia de San Diego (entre las carreras 7 y 10) y, entre las carreras Décima y 13, el Hotel Tequendama. Sobre la Avenida Caracas se levanta el proyecto Torres Atrio que contará con el edificio más alto del país. Desde ahí hasta el occidente, la avenida recibe el nombre de Calle 26.

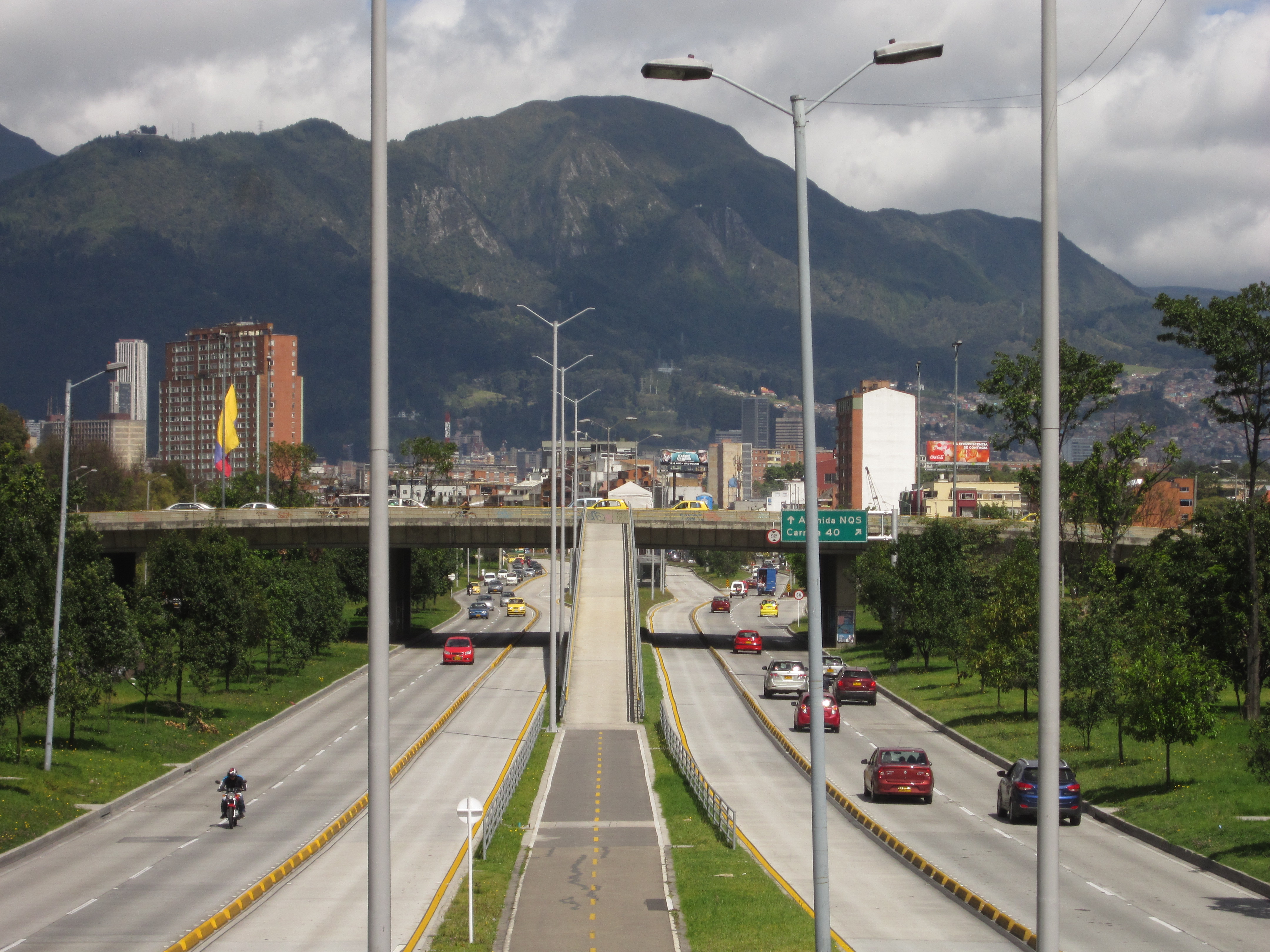
Puente sobre la carrera 50, cerca de la estación Gobernación.

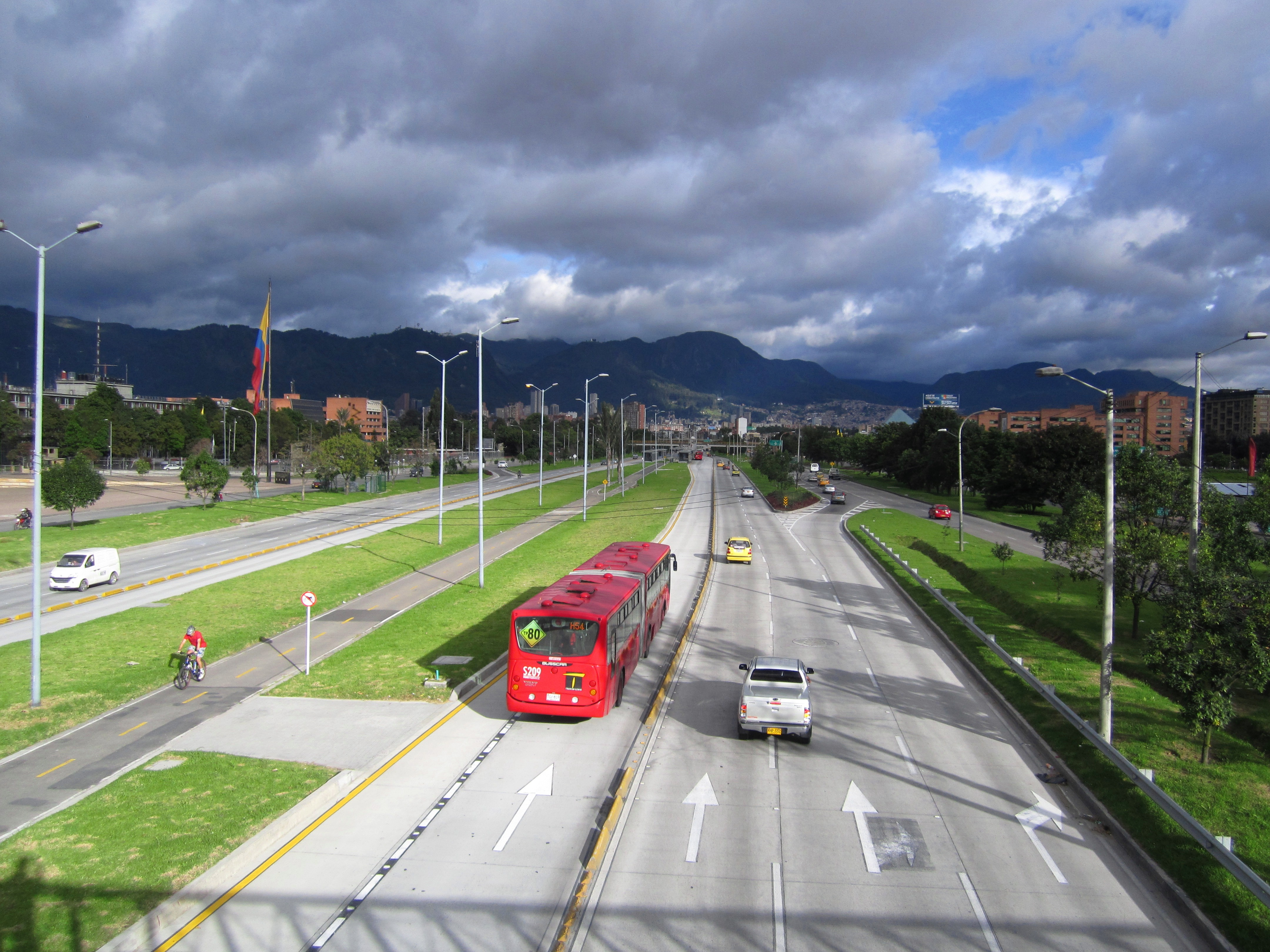
Bus de TransMilenio en El Dorado.

Su curso hacia el occidente continua frente al Cementerio Central (al costado sur), hasta cruzar la Avenida de las Américas y la troncal Norte-Quito-Sur a la altura del Centro Administrativo Distrital (CAD).  
Después pasa por el campus de la Universidad Nacional de Colombia, y a la altura de la Carrera 50 por la Embajada de los Estados Unidos al sur y el Centro Administrativo Nacional (CAN) al norte, frente al cual se encuentra la Cemsa. 
Al occidente de su cruce con la Avenida 68 están los edificios del Banco Davivienda, la Cámara de Comercio de Bogotá, el diario El Tiempo, el GHL Hotel Capital y el hotel Marriott Bogotá, entre otros. 
Después hay una zona de sedes comerciales de empresas importantes, el sector industrial de Fontibón al costado sur, el Monumento a la Reina Isabel y Cristóbal Colón, elaborado en 1906 por Césare Sighinolfi y el aeropuerto El Dorado, en donde termina la avenida.

## Transporte público

### Troncal Calle 26 de TransMilenio
En 2012, finalizaron las obras que habían iniciado en 2009 y se inauguró en esta avenida la Línea K del sistema de transporte masivo TransMilenio. Esta comienza en el centro de la ciudad, en la estación Centro Memoria, continúa hacia el occidente hasta Portal Eldorado - Centro Comercial Nuestro Bogotá en la Avenida Cali. Desde allí continua la troncal mediante servicios alimentadores hasta el aeropuerto. 